# Уфимский метрополитен
Уфимский метрополитен — отменённые проекты строительства метрополитена глубокого («МетроГИПРОтранс») и мелкого («Горьковметропроект» — ныне «Нижегородметропроект») заложения в городе Уфе. Проекты не приняты в связи с невозможностью постройки тоннелей в карстовых породах.
Комиссия Госплана СССР в 1981 году, практически сразу после того, как население города перешагнуло через миллионный рубеж, одобрила решение о начале строительства. В 1983 году начато проектирование. В 1996 году в строительстве метрополитена первый камень заложил президент Борис Ельцин. Тем не менее, строительство метрополитена было отменено в 2011 году постановлением мэра города.

## История
В 1988 году институт «Горьковметропроект» рассчитал параметры первого участка Уфимского метро от станции Промышленная (на границе черниковской промзоны) до станции Бульвар Мусы Гареева в районе Театра Кукол. Задание на проектирование удалось выдать лишь в феврале 1993 года, а семь месяцев спустя «Нижегородметропроект» отчитался о завершении разработки первой очереди метрополитена и передал документы заказчику, после чего технико-экономическое обоснование было защищено в Главгосэкспертизе России.
30 мая 1996 года президентом России Борисом Ельциным был торжественно заложен первый камень в строительство метрополитена, а 2 июля 1996 года сооружение утверждено Приказом Минстроя России и включено в федеральную программу метростроения.
16 сентября 1998 года республиканским правительством было принято Постановление о сооружении и сдаче в эксплуатацию пускового участка первой очереди в 2007 году. В 2004 году дата пуска была перенесена на 2010 год.

## Проект
Согласно генеральному плану города на 1995—2015 годах полностью подземная первая линия мелкого заложения должна была иметь длину 15,1 км и состоять из 11 станций. Она проектировалась вдоль оси города (по большей части — под проспектом Октября) из исторического центра на юго-западе (от железнодорожной платформы «Правая Белая») в жилой район Черниковка и северный промышленный район. На линии предполагался пассажиропоток в 300 000 человек в день. Полностью линия должна была быть сооружена к 2015 году.
Первая очередь линии должна была иметь строительную длину 9,11 км (эксплуатационную — 8,6 км) и включала 6 станций (от станции «Первомайская» до станции «Спортивная»), электродепо, инженерный корпус. Пассажиропоток на первой очереди должен был составить 243 тыс.чел. в сутки и 71 млн.чел. в год, средняя скорость 4-вагонных поездов — 42 км в час. Стоимость сооружения в ценах 1991 года предполагалась в 381,42 млн рублей (или 5,584 млрд руб. в ценах 2001 г.), годовые эксплуатационные расходы — 6,59 млн руб.
В 1993 году из первой очереди был выделен первый пусковой участок длиной 6 км с 4 станциями.
- «Первомайская» (первоначально — «Промзона»)
- «Ульяновых» (первоначально — «Кольцевая»)
- «Парковая» (первоначально — «Маяковская»)
- «Бульвар Мусы Гареева» (первоначально — «Трамвайная»)

Далее в первой очереди планировалось построить ещё две станции:
- «Площадь Ленина» (первоначально — «Российская»)
- «Спортивная» (первоначально — «Проспект Октября»)

Вторая очередь включала в себя ещё 5 станций:
- «Дуслык (Дружба)»
- «Молодёжная»
- «Революционная»
- «Театральная»
- «Правая Белая»

По некоторым сведениям, в перспективе (до 2030 года) предполагалось сооружение второй и третьей линий соответственно из юго-восточного и северо-восточного жилых районов во вновь создаваемый западный район массовой жилой застройки Затонский.
До 2005 года на проектирование и строительство метрополитена ежегодно выделялось некоторое финансирование из федерального и республиканского бюджетов, проектным институтом «Нижегородметропроект» была разработана рабочая документация на вынос инженерных коммуникаций из зоны строительства станций и базовых строительных площадок, на сооружение станции «Парковая», электродепо и перегона «Ульяновых» — «Парковая», подготовлены сметы на сооружение станции «Ульяновых», съезда в электродепо, проведены комплексные инженерно-геологические изыскания на трассе, наземные строительные работы на площадке депо и на улицах, которые должны были стать объездными на период строительства метрополитена. Однако полноценных строительных работ, намечавшихся с 2001 года, развёрнуто не было, а метростроевцы были переведены на сооружение городского автодорожного тоннеля и другие работы.
В связи с большой оценкой затрат на сооружение метрополитена в сложных геологических условиях и плотно застроенной городской среде, весной 2005 г. при очередной корректировке Генплана Уфы пункт о строительстве метрополитена был исключен, как экономически нецелесообразный, а в качестве альтернативных вариантов решения транспортной проблемы в городе в ближайшем будущем были объявлены строительство новых автомобильных магистралей и более полное задействование внутренних железнодорожных сетей (Уфимское наземное метро) (при этом ещё в конце 1980-х годов институт «Нижегородметропроект» сделал однозначный вывод о невозможности использовать внутригородскую железную дорогу для пассажирских перевозок из-за её удалённости от жилых кварталов, сложности подхода и подъезда).
В середине мая 2011 года состоялся телефонный разговор с мэром Павлом Качкаевым, в котором он подтвердил возможность начала строительства линии легкого метро по проспекту Октября. Однако мэр заявил, что для этого проекта потребуется более 10 млрд рублей от Федерального и Республиканского правительств, или от частных инвесторов.
В 2011 году, согласно постановлению нового мэра Уфы Ирека Ялалова, строительство метрополитена было отменено. В качестве альтернативы предложено создание линий скоростного трамвая.
В 2015 году предприниматель из Петербурга Ринат Бичурин обратился в администрацию Уфы с предложением построить в городе частное надземное метро. Как рассказал бизнесмен, в уфимской мэрии его вежливо попросили подождать до конца текущего года, когда будет опубликована программа развития транспорта в башкирской столице.В аналогичном проекте ему было отказано администрацией города Пермь (Пермское метро).
В конце 2017 года мэр Уфы Ирек Ялалов исключил возрождение проекта метро, назвав его оправданным только в городах с 5-миллионным населением и выше и сославшись на решение той же недели о законсервировании строительства метро в Омске.
Он заявил, что будет развиваться сеть быстрых автобусов большой вместимости на выделенных полосах.
Но не смотря на это, в конце 2024 года, мэр Уфы Ратмир Мавлиев признался, что в столице все же возможно появление метро, несмотря на карстовые пустоты и многочисленные заявления чиновников о том, что строительство подземки влетит в копеечку. Как он говорил: «Просто это стоит очень дорого. Карсты, конечно, есть, но есть и технологические решения, которые могут сделать все возможное. Восточный выезд ведь построили. Когда-то, наверно, мы придем к строительству метро. Город у нас для метро очень удобный, вытянутый. Я лично верю, что метро появится. Ничего невозможного нет» — говорил он.